# Open Castilla y León 2006
L'Open Castilla y León 2006 è stato un torneo di tennis facente parte della categoria ATP Challenger Series nell'ambito dell'ATP Challenger Series 2006. Il torneo si è giocato a Segovia in Spagna dal 31 luglio al 6 agosto 2006 su campi in cemento.

## Vincitori

### Singolare
Juan Martín del Potro ha battuto in finale  Benjamin Becker con il punteggio di 6–4, 5–7, 6–4

### Doppio
Paul Baccanello /  Chris Guccione hanno battuto in finale  Johan Landsberg /  Filip Prpic con il punteggio di 6–3, 7–6(2)